# Новоалександровка (Днепровский район)
Новоалекса́ндровка (укр. Новоолександрівка) — село, Новоалександровский сельский совет, Днепровский район, Днепропетровская область, Украина.
Код КОАТУУ — 1221486201. Население по переписи 2019 года составляло 4871 человека.
Является административным центром Новоалександровского сельского совета, в который, кроме того, входят сёла Братское, Днепровое, Дорогое, Дослидное, Каменка, Старые Кодаки и Чувилино.

## Географическое положение
Село Новоалександровка находится на берегу реки Мокрая Сура, выше по течению на расстоянии в 1,5 км расположено село Сурско-Литовское, ниже по течению на расстоянии в 3,5 км расположено село Каменка, на противоположном берегу — село Братское.
Рядом проходят автомобильные дороги Н-08 и Т-0421 и железная дорога, станция Платформа 221 км.
Село Новоалександровка примыкает к южным окраинам города Днепр, входит в Днепровскую агломерацию.

## История
Во второй половине XVIII века в этой местности на берегах Суры поселились переселенцы из расположенного неподалёку села Волосское. Поселение получило название Волосские Хутора. Эта территория входила на то время в состав Запорожской Сечи.
В 1886 году в Волосских Хуторах проживало 550 человек, село входило Волосской волости Екатеринославского уезда Екатеринославской губернии.
После переселения сюда новых жителей слободу переименовали в Новонаселённую, а ещё позже село получило название Новоалександровка (в честь царя Александра). В 1897 году население Новоалександровки составляло 1 031 житель.
Вблизи Новоалександровки в XIX веке возникли ещё две деревни:
- За Мокрой Сурой появилось поселение семей, прибывших сюда из Лоцманской Каменки. Поселение первоначально называлось Лоцманские Хутора, затем Сурские Хутора, а с 1893 года — Сурско-Покровское.
- Неподалёку Волосских Хуторов находилось крепостное село Лапино. Название от владельца — полтавского помещика Лапы. Впоследствии это село стали называть Селецкое.

В 1953 году Сурско-Покровское и Селецкое были присоединены к Новоалександровке.

## Население

### Языковой состав
Родной язык населения по данным переписи 2001 года:
| Язык       | Численность, чел. | Доля     |
| ---------- | ----------------- | -------- |
| Украинский | 3 590             | 79,74 %  |
| Русский    | 871               | 19,35 %  |
| Другие     | 41                | 0,91 %   |
| Итого      | 4 502             | 100,00 % |

## Экономика
Крупнейшее предприятие города — Новоалександровский кирпичный завод, одно из самых крупных в Днепропетровской области предприятий по производству керамического кирпича. Более 200 работающих.
Также действует ООО Агрофирма «Новоалександровская» и несколько фермерских хозяйств.

## Объекты социальной сферы
В Новоалександровке есть образовательный комплекс, дошкольное учебное заведение «Светлячок», участковая больница, библиотека.
В селе построен спортивный комплекс с футбольным полем, который является базой детской футбольной команды корпорации «АТБ». Так же в местном доме культуры создан коллектив, который готовит концерты для односельчан и жителей всего района.

## Транспорт
Через Новоалександровку проходят автодорога Н-08 и региональная автодорога Т-04 21, а также Приднепровская железная дорога.

## Галерея

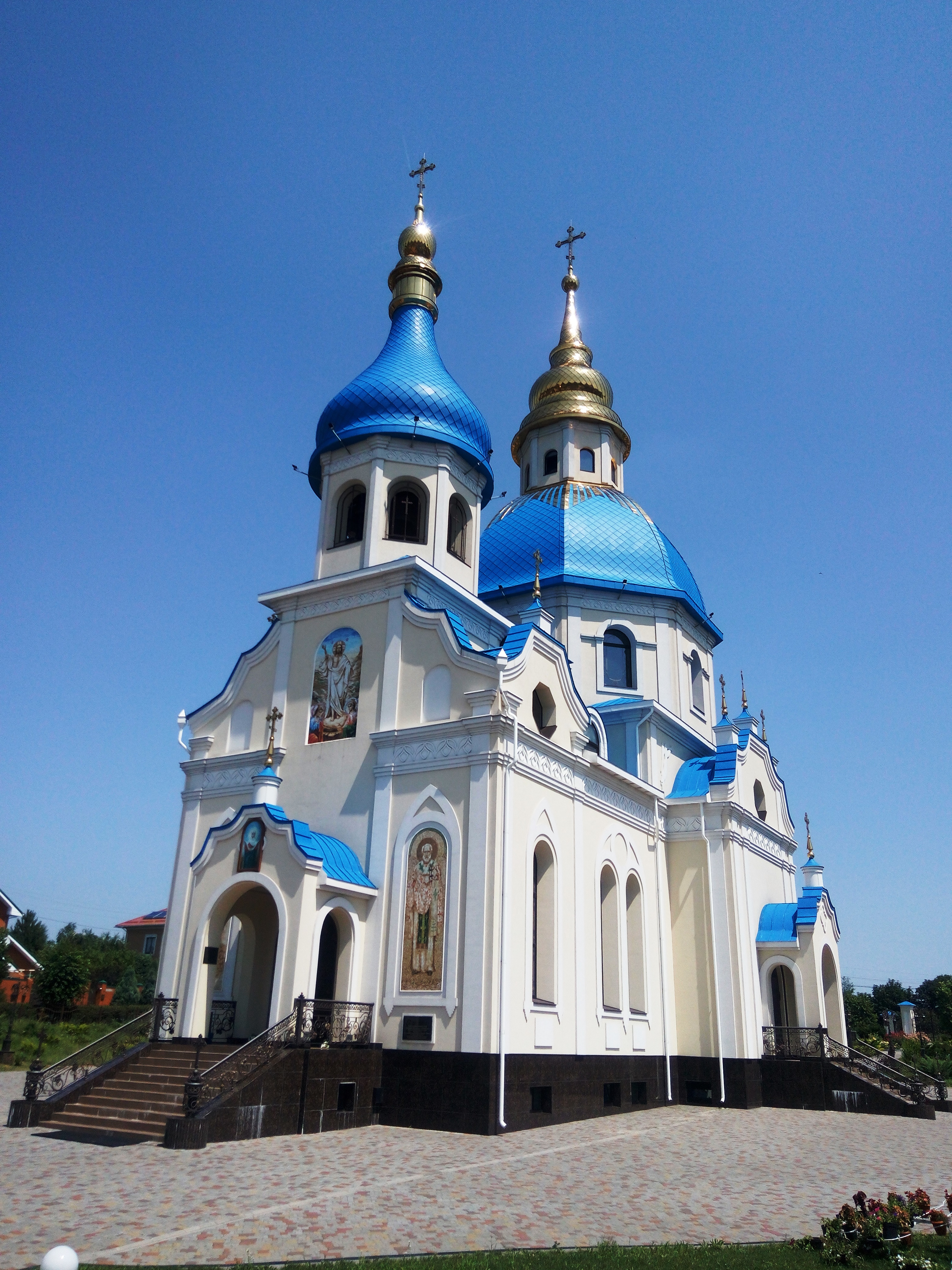
Свято-Покровский храм
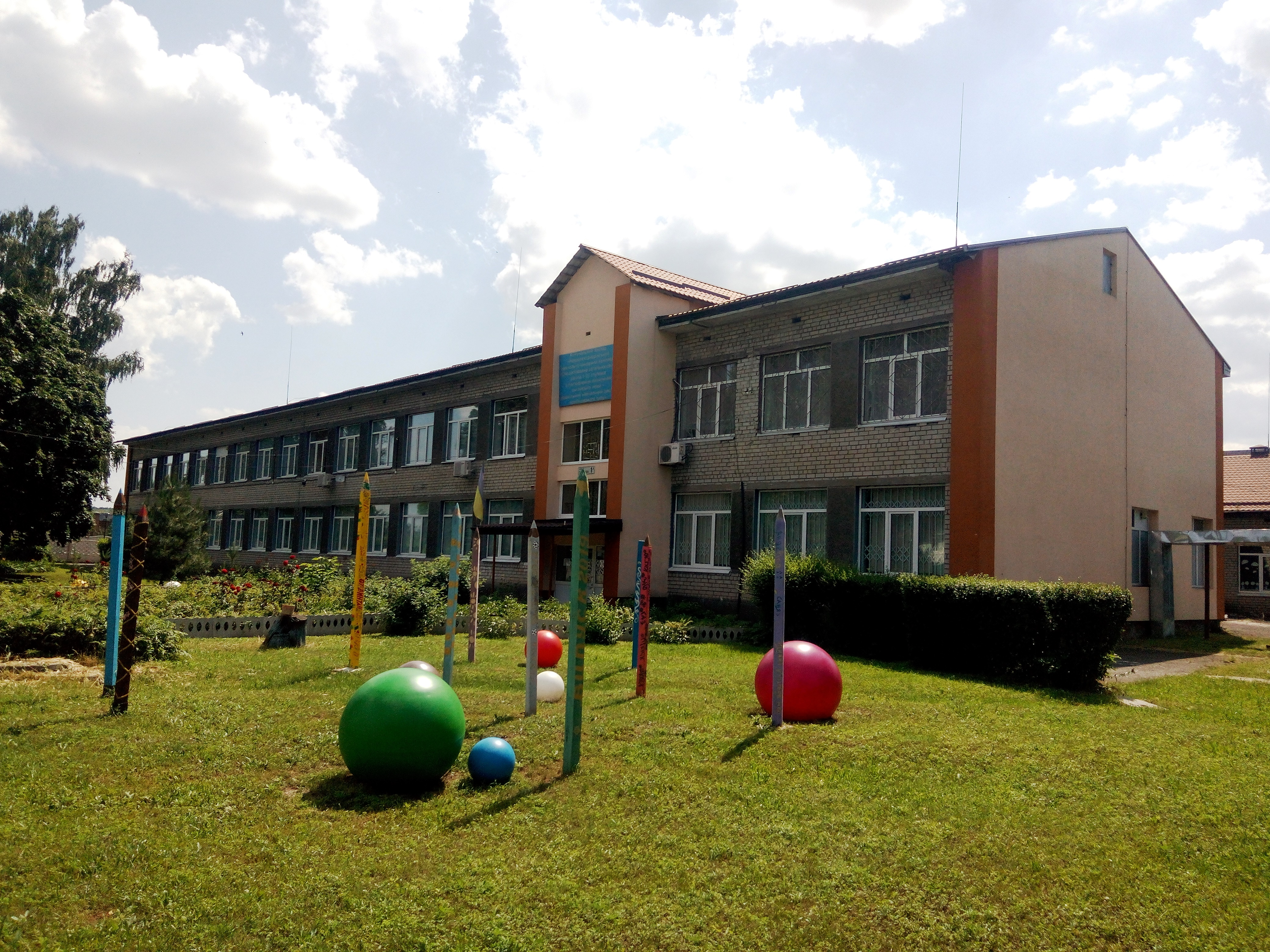
Специализированная общеобразовательная школа I-III степени
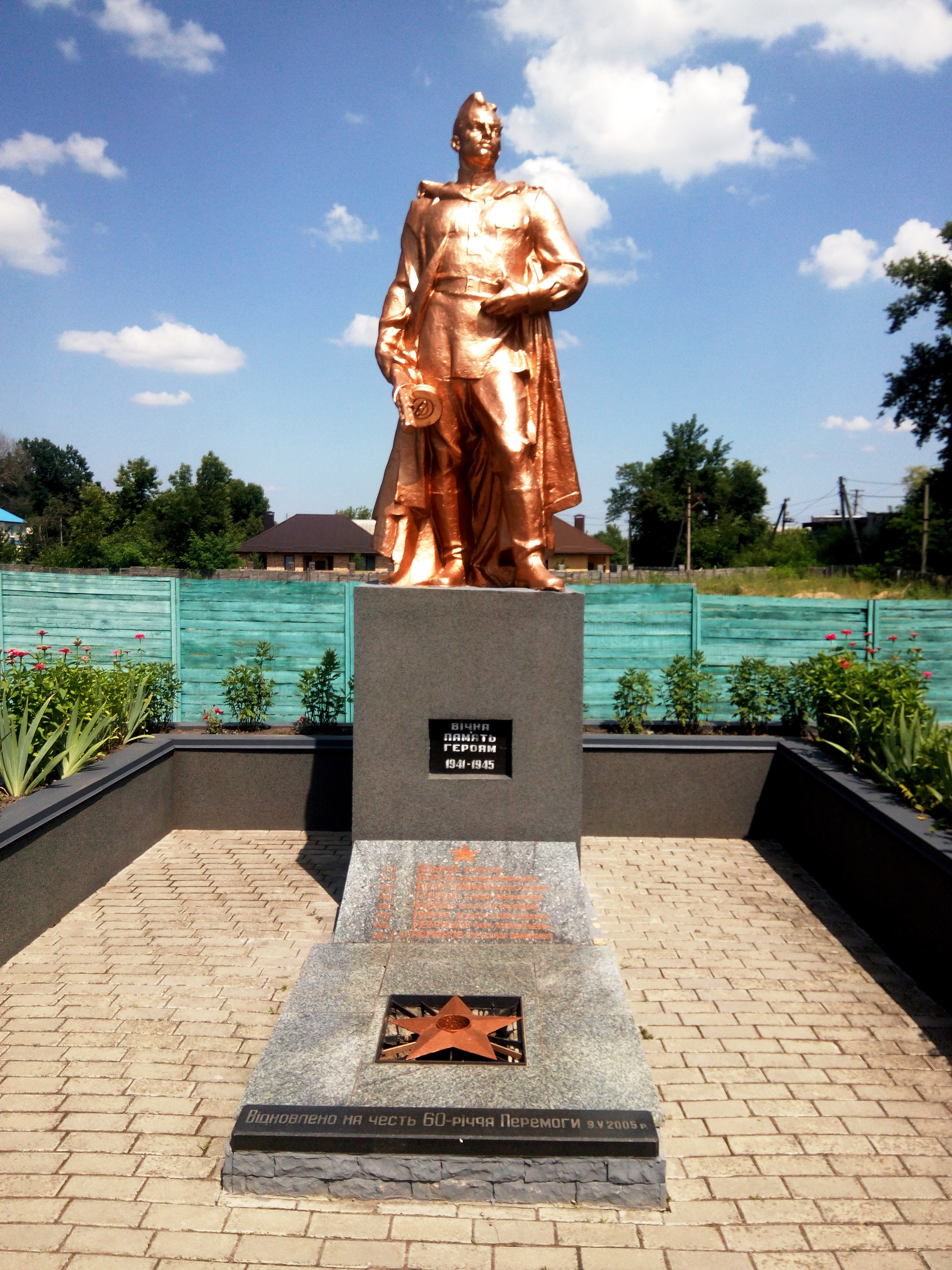
Братская могила воинов Красной Армии погибших во время обороны г. Днепропетровска в августе 1941 г.
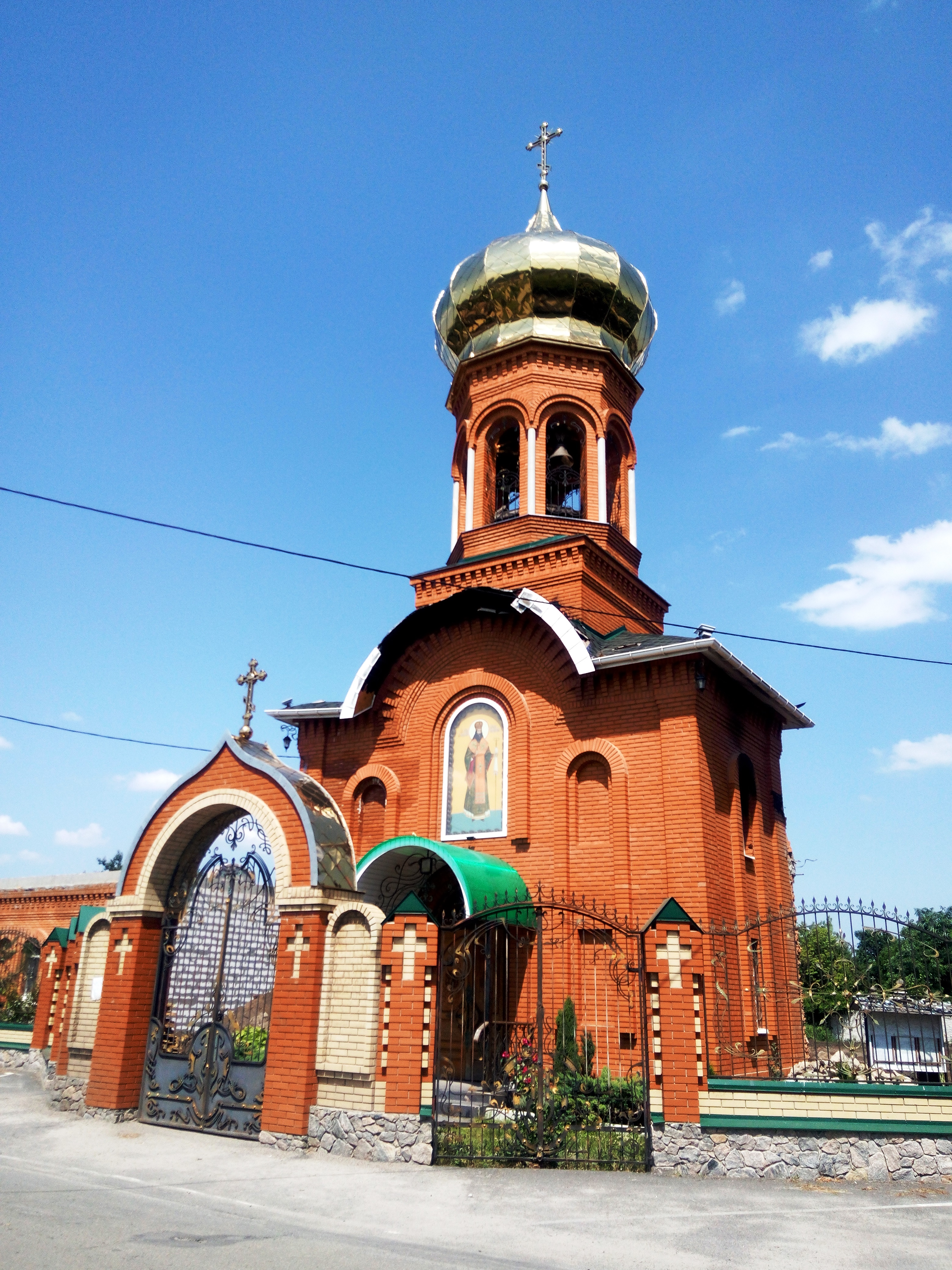
Храм святителя Феодосия Черниговского (повреждён пожаром в январе 2021 г.)
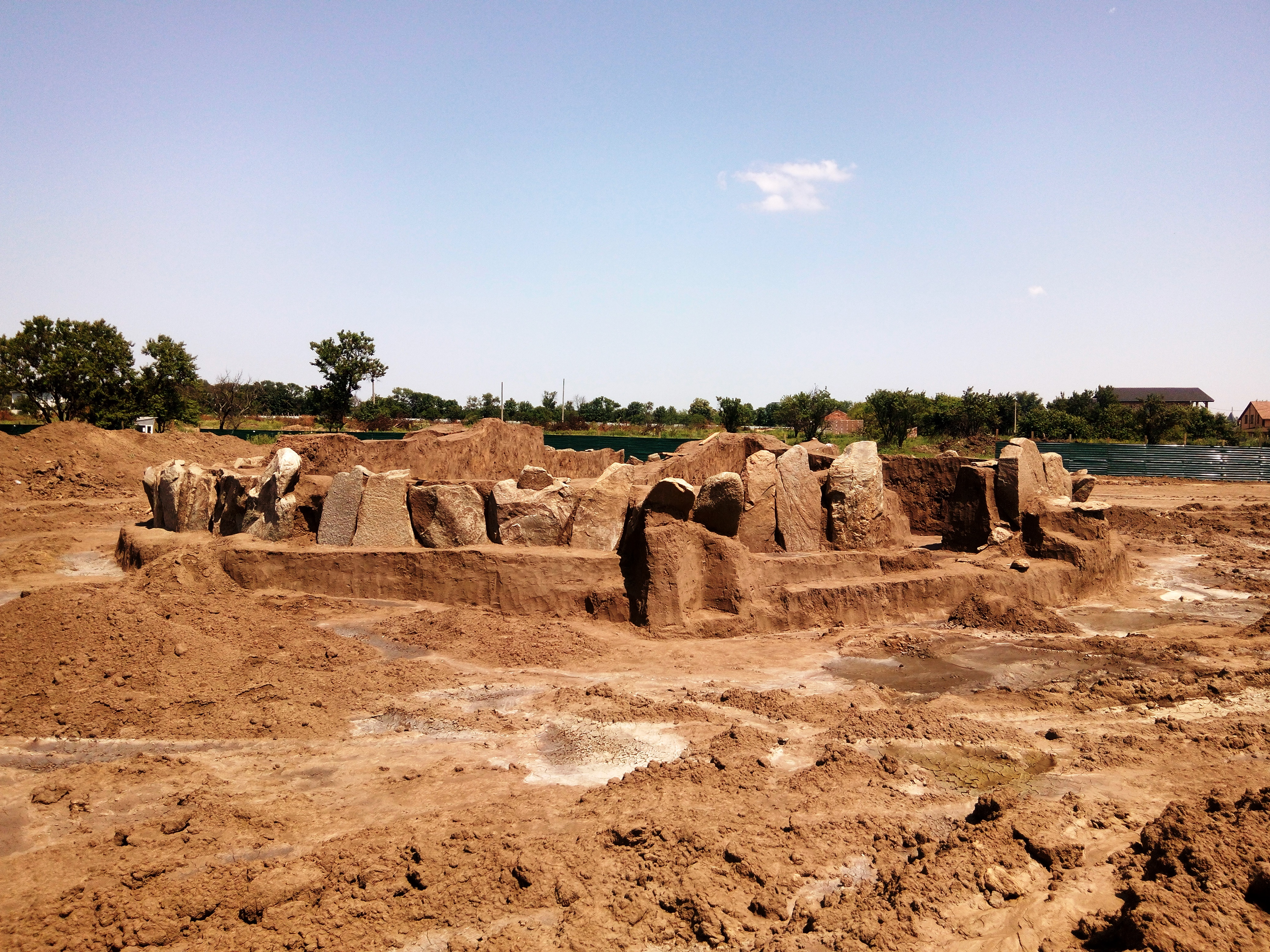
Новоалександровский курган